# Tournefortia hernandesii
Tournefortia hernandesii là loài thực vật có hoa trong họ Mồ hôi. Loài này được Dunal ex A. DC. miêu tả khoa học đầu tiên năm 1845.